# Завтрак (картина Веласкеса, Будапешт)
«Завтрак» — картина испанского художника Диего Веласкеса из собрания будапештского Музея изобразительных искусств.
На картине изображены: слева седобородый старик в сером кафтане; центральная девушка в белом чепце наливает старику красное вино из кувшина в бокал; справа находится молодой парень с небольшими усами, одетый в жёлтый кафтан с белым воротником. Вся группа сидит за столом, покрытым белой скатертью. На столе стоит тарелка с рыбой и половинкой лимона, стакан с желтоватым напитком, булочка, нож, солонка, корень пастернака с ботвой и яблоко.
Картина относится к популярному в XVII веке в Испании жанру «бодегон», буквально — «погребок, таверна». Высказывалось мнение что такие картины могли быть трактирной вывеской или украшать обеденные залы таверн, отсюда следуют их большая популярность как в творчестве юного Веласкеса (ему на момент написания картины было 18—19 лет), так и его коллег и последователей.
Картина написана около 1618—1619 годов и её ранняя история неизвестна. Хранится в будапештском Музее изобразительных искусств, куда попала из собрания князей Эстерхази. 
Куратор музея Аксель Вечеи писал о картине: 

В этой сцене в таверне испанский гений ещё не раскрывается в полной мере. Обычные люди заполняют его полотна в простых ситуациях — будто ожили страницы плутовских романов Кеведо, где приключения хитроумных слуг и других жуликов щекотали воображение читателей. Этот поразительный натурализм считался влиянием работ Караваджо, но в то время Веласкес не видел картин итальянского художника. …В воздухе вибрирует некая спокойная, пуританская торжественность. Мы можем только догадываться об истории стоящей за картиной.

В сентябре 2010 года почтой Венгрии была выпущена почтовая марка номиналом 2,50 форинта с репродукцией картины.
В собрании Государственного Эрмитажа в Санкт-Петербурге находится одноимённая картина Веласкеса, в которой имеется аналогичная  общая композиция сюжета и почти полностью совпадает фигура старика. Большинством исследователей эрмитажная картина признаётся ещё более ранним вариантом этого сюжета и считается написанной около 1617—1618 годов.
Всего известно не менее семи вариантов картины, однако достоверно принадлежащими кисти Веласкеса считаются только эрмитажная и будапештская версии.
Кроме того, в Эрмитаже имеется другая работа Веласкеса — «Мужская голова в профиль», являющаяся сохранившимся фрагментом большой утраченной картины с неизвестным сюжетом. На этой картине прослеживается явное портретное сходство с правым персонажем будапештского «Завтрака», также в значительной степени совпадает и одежда персонажей.

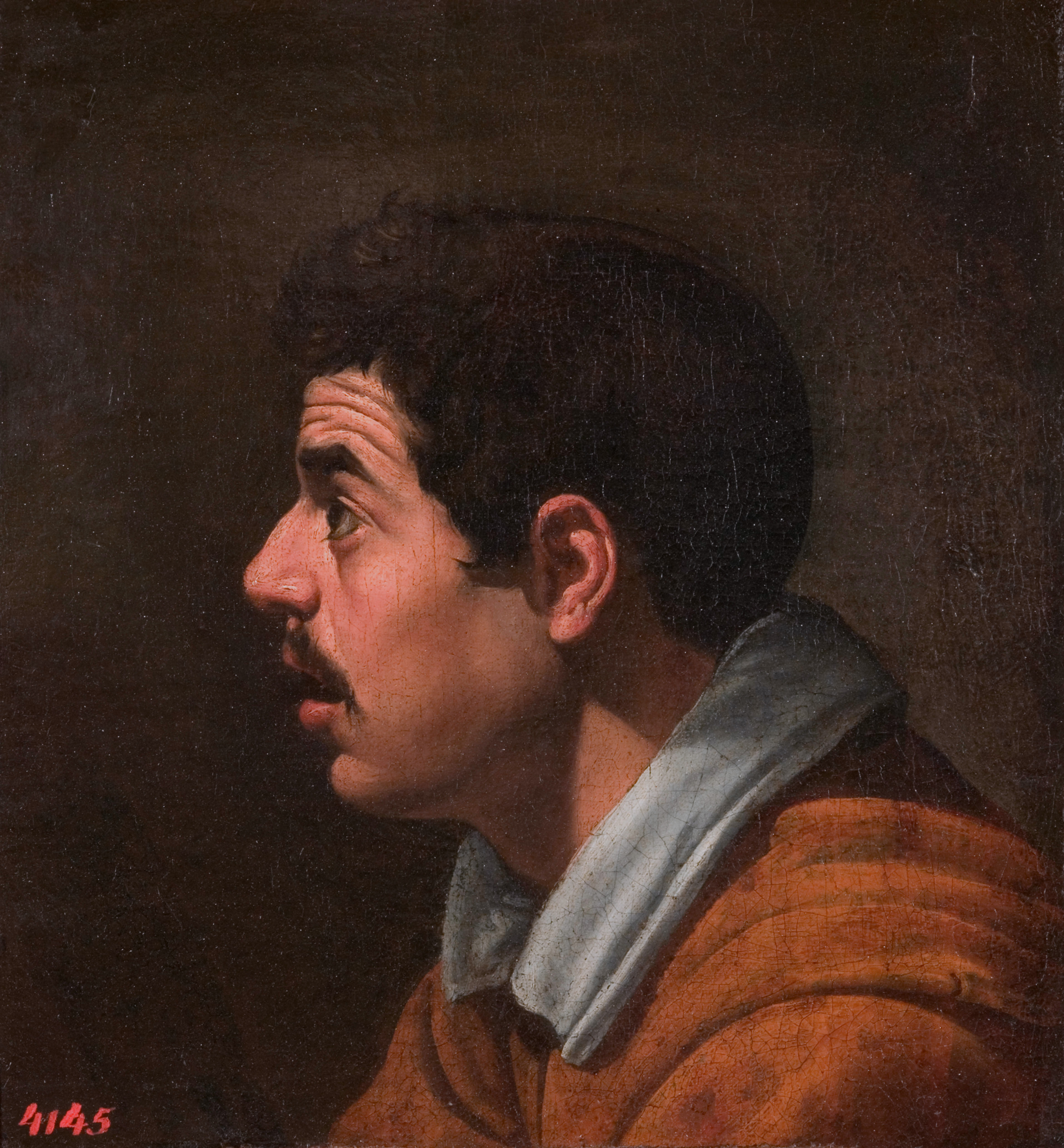
Веласкес. «Мужская голова в профиль». Эрмитаж
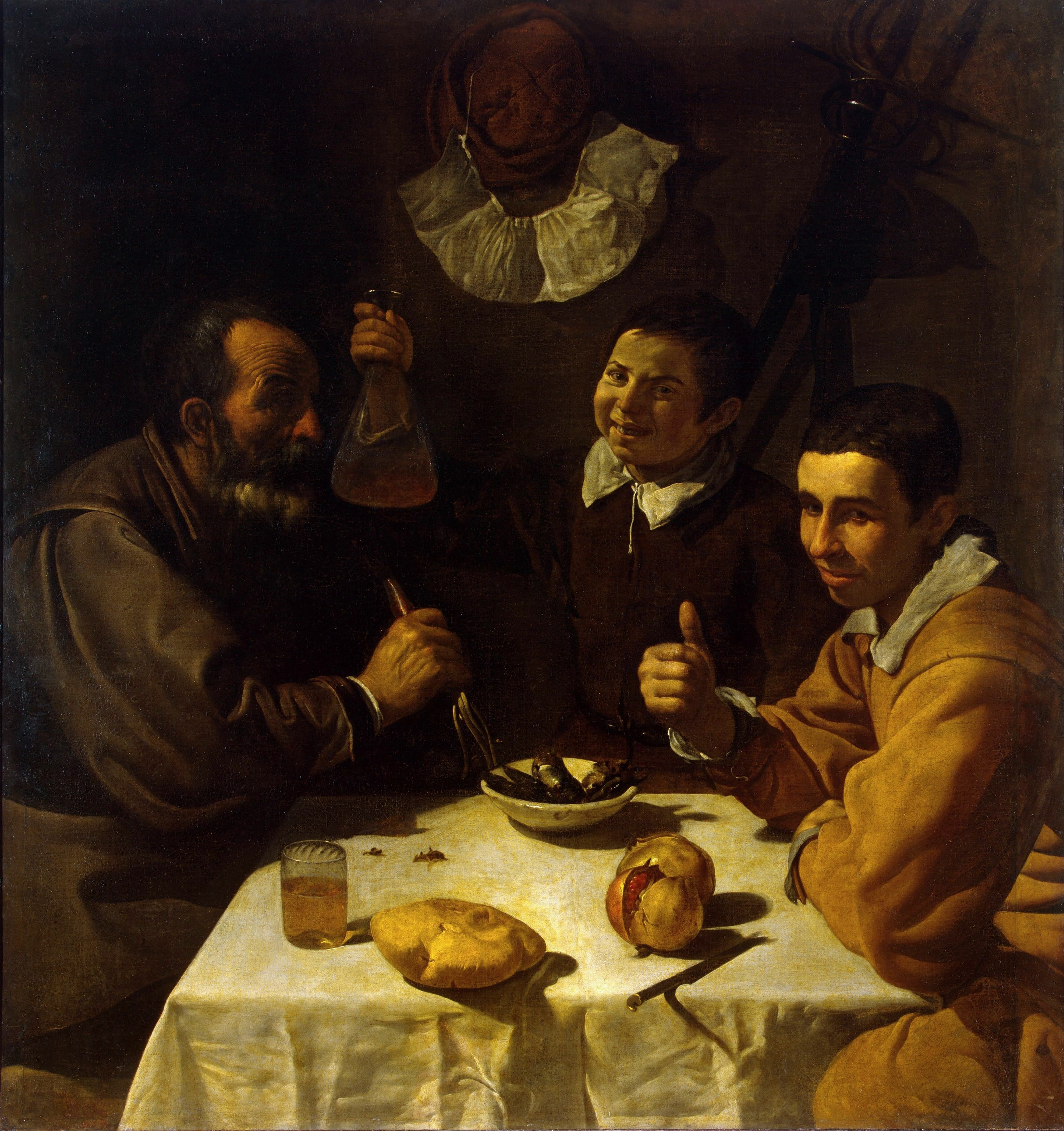
Веласкес. «Завтрак». Эрмитаж
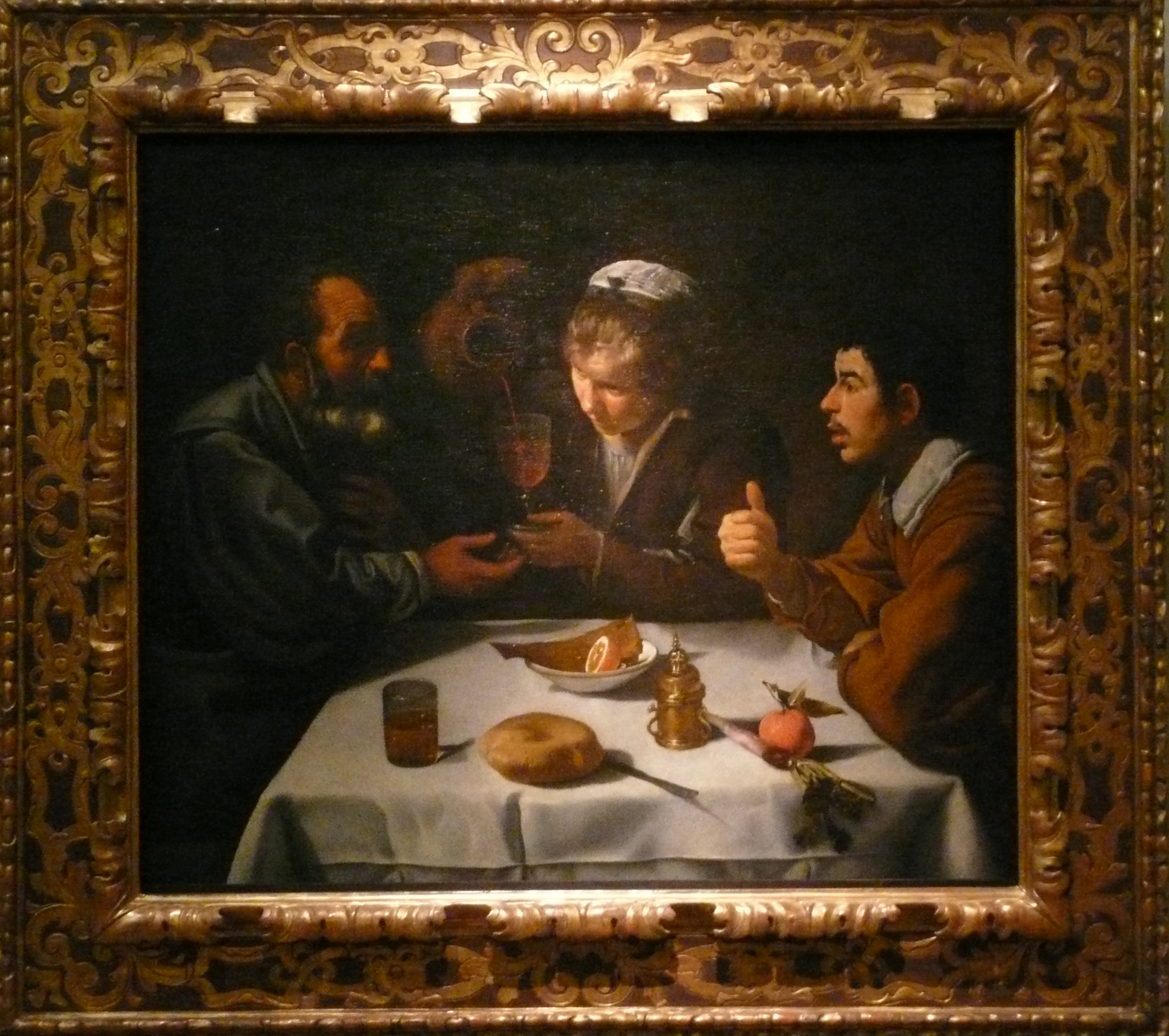
Рама будапештского «Завтрака»
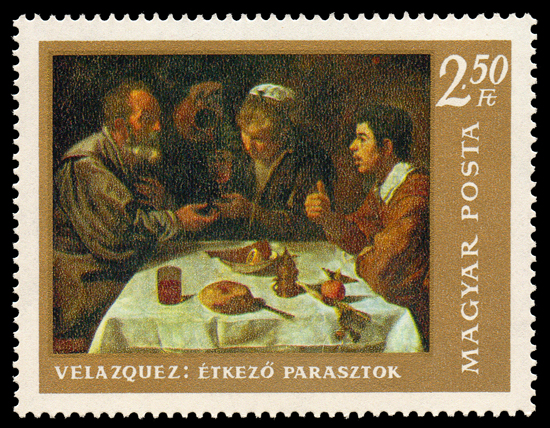
Почтовая марка Венгрии с репродукцией картины. 2010 год